# A7V
L'A7V è stato un carro armato dell'Esercito imperiale tedesco durante la prima guerra mondiale, primo mezzo cingolato e corazzato a diventare operativo nelle forze armate della Germania.
Progettato tra il 1916 e il 1917 dall'ingegner Joseph Vollmer, a capo del comitato Allgemeine Kriegsdepartement 7, Abteilung Verkehrwesen (da cui il nome), basava la propria meccanica sul trattore agricolo Holt cui furono accoppiati una squadrata sovrastruttura corazzata e due motori della Daimler; fu armato con un pezzo Maxim-Nordenfelt da 57 mm e sei mitragliatrici MG 08 da 7,92 mm. Fu comunque oggetto di molte discussioni negli alti comandi che, alla fine, autorizzarono una produzione di soli venti esemplari, ripartiti in tre unità specificamente costituite. I mezzi e gli equipaggi si addestrarono nelle retrovie del fronte occidentale ed ebbero il proprio debutto operativo con l'Offensiva di primavera, il 21 marzo 1918. Il mese successivo (24 aprile) furono protagonisti dei primi due combattimenti tra carri armati della storia, a Villers-Bretonneux contro dei Mark IV e a Cachy contro alcuni Medium Mark A Whippet. Combatterono poi nelle battaglie dell'Aisne e della Marna, contribuendo a successi locali che, però, non influirono sulla situazione strategica complessiva del fronte occidentale. Per quanto più corazzati dei carri armati schierati dall'Intesa e in molti casi con armamento più numeroso, gli A7V scontavano una meccanica piuttosto fragile e una spiccata difficoltà ad affrontare i terreni sconvolti da bombardamenti, cedevoli o disseminati di macerie: in diversi, infatti, furono abbandonati o sabotati dai tedeschi dopo essere rimasti immobilizzati.
Progressivamente usurati dall'uso intenso e dalle perdite in azione, gli ultimi veicoli funzionanti caddero in mano ai francesi appena fuori Wiesbaden, l'11 novembre 1918. Tutti gli A7V, compresi i relitti, furono smantellati negli anni successivi, eccettuato il n. 506 con nome di battaglia "Mephisto": catturato dagli australiani nell'estate 1918, è in mostra all'Australian War Memorial di Canberra.
Dall'A7V i tedeschi trassero un carro armato a cingoli avvolgenti, fabbricato solo in un esemplare e presto demolito a causa della sua ingovernabilità. La versione da trasporto, invece, privata di armi e corazzatura, fu prodotta in alcune decine di esemplari e conobbe un certo utilizzo, anche come vettore per macchinari di scavo.

## Storia

### Sviluppo
All'inizio della prima guerra mondiale l'Oberste Heeresleitung aveva accordato un limitato ammontare di risorse per sperimentare la convenienza di Überlandwagen, ovvero "veicoli fuoristrada" capaci di recare rifornimenti a qualsiasi reparto o posizione. Nel luglio 1915 il ministero della Guerra concluse un contratto per produrre un primo modello negli stabilimenti di Marienfelde (Berlino), ma il prototipo, presentato nell'ottobre 1916 e battezzato Bremer-Wagen, si rivelò mediocre. Furono anche scartati i di poco successivi Marienwagen I e II, che avevano adottato un'impostazione semicingolata, e il Dür-Wagen, che presentava un motore individuale per ciascuno dei due cingoli ma con una potenza complessiva inadatta a sopportare il peso di un telaio corazzato. Nel febbraio 1917 fallì i collaudi anche il Treffas-Wagen, proposto dalla Hansa-Lloyd su domanda del ministero e caratterizzato da due grandi ruote anteriori, una posteriore sterzante e nessun cingolo. Intanto, il 15 settembre 1916, il carro armato era comparso per la prima volta sui campi di battaglia: in particolare, fu il British Army a fare uso di circa 50 Mark I durante la battaglia della Somme, tra Flers e Courcelette, causando scompiglio nelle linee tedesche e preoccupazione presso gli alti comandi dell'Esercito imperiale. Furono perciò implementate alcune misure d'emergenza, come la distribuzione di munizioni K perforanti e l'uso di tiri diretti dell'artiglieria da campagna; inoltre si ritenne opportuno concepire mezzi corazzati da combattimento. Il 13 novembre 1916 il ministero attivò un comitato tecnico in subordine alla Commissione collaudi dei veicoli (Verkehr-Prüfungs-Kommission o VPK), detto Allgemeine Kriegsdepartement 7, Abteilung Verkehrwesen e traducibile come "Dipartimento generale della guerra 7, sezione trasporti": l'acronimo (A7V) fu selezionato come nome del futuro "tank" tedesco, che solo il 22 settembre 1918 ricevette il nome ufficiale Sturmpanzerwagen ("veicolo corazzato d'assalto").

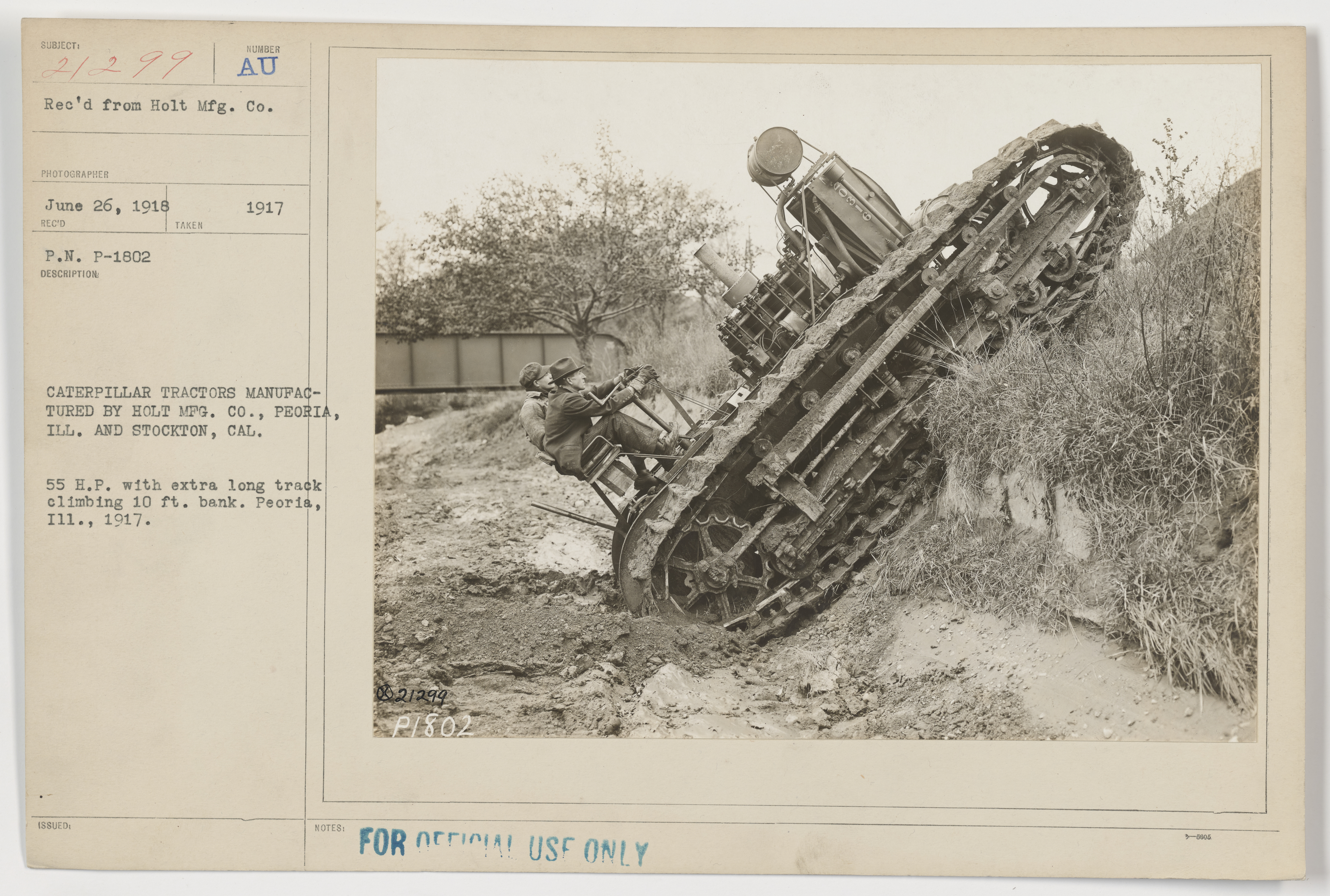
Il trattore Holt (qui in una foto del 1917 scattata a Stockton, California) procurò la base meccanica per i carri armati A7V, Schneider CA1 e Saint Chamond francesi

Il comitato fu composto da funzionari civili legati al mondo degli affari, da alcuni militari e dall'ingegnere capo Joseph Vollmer, nominato capitano della riserva. Egli curò la progettazione di un mezzo dal peso stimato in 30 tonnellate, dotato di un cannone anteriore, uno posteriore e svariate mitragliatrici sulle fiancate, spinto da un motore da 80-100 hp; telaio, sospensioni e trasmissione furono ripresi, con opportuni ingrandimenti e irrobustimenti, dal trattore agricolo della Holt Caterpillar Company, una cui filiale operava nell'alleato Impero austro-ungarico, a Budapest – era l'unico veicolo a cingoli allora ottenibile dalla Germania. Furono previste due postazioni di guida, una frontale l'altra in ritirata. L'OHL mostrò interesse per il progetto, ma cercò d'imporre più di una volta una corazzatura capace di resistere al tiro diretto delle grosse artiglierie; in altre occasioni, invece, ritenne che l'A7V dovesse essere impiegato come un Überlandwagen da rifornimento, quindi senza particolari protezioni. Vollmer riuscì a mantenere la propria idea originale pur con qualche ulteriore modifica, come l'incremento della lunghezza da 6,26 metri a 7,35 metri. La scelta dell'armamento principale occupò parecchio tempo: all'inizio si previde di armare ogni carro con due cannoni automatici Becker Type M2 da 20 mm che proprio nel 1916 era stato immesso in servizio, ma l'arma dette prova di una certa inaffidabilità e ne fu criticata la modesta potenza. La ricerca di un pezzo di calibro maggiore, adatto a essere azionato all'interno di un ambiente ristretto, richiese oltre un anno e si concluse solo al principio del 1918 con l'adozione di cannoni da 57 mm di preda bellica belga, in virtù della moderata corsa di rinculo. Il cannone in ritirata fu comunque eliminato, data il non grande numero di pezzi disponibili, e il numero di mitragliatrici fu fissato a sei. Nel frattempo il progetto aveva continuato a evolversi, aveva integrato due motori da 100 hp e rinunciato al conducente posteriore; il 22 dicembre 1916 il ministero della Guerra ne ufficializzò l'esistenza e s'avviò la costruzione del prototipo. Il comitato di Vollmer supervisionò una prima dimostrazione a Marienfelde il 30 aprile 1917, condotta con un simulacro in legno agganciato al telaio. Un secondo più serio collaudo avvenne al poligono di Magonza il 14 maggio successivo, alla presenza di rappresentanti dell'alto comando: questa volta il prototipo era stato caricato con 10 tonnellate di zavorra. La prova ebbe esito soddisfacente, ma l'attenta distribuzione dei pesi nascose un centro di gravità spostato in avanti, cagionato in parte anche dalla sporgenza del telaio oltre il tracciato dei cingoli.
In conseguenza delle prove, il comitato e la VPK decisero di modificare lo spessore delle corazzature in acciaio, che era stato calcolato in 30 mm su tutti i lati del veicolo: tale valore fu mantenuto solo sull'area anteriore per contenere i pesi. L'OHL e il ministero della Guerra acconsentirono in ultimo a iniziare la produzione dell'A7V, aspettandosi i primi esemplari operativi per il luglio 1917.

### Produzione
La produzione dell'A7V andò incontro a ogni genere di difficoltà: mancavano le materie prime, le conoscenze tecnologiche, la manodopera, la familiarità con un mezzo allora tanto nuovo e complesso come il carro armato. Per l'assemblaggio la Daimler-Motoren-Gesellschaft eresse uno stabilimento dedicato a Marienfelde. Il primo ordine per dieci esemplari fu inoltrato dall'esercito alla Krupp (telai dal numero 540 al 544) e alla Röchling di Dillingen (telai numero 501, 502 e dal 505 al 507); il primo esemplare, il n. 501, fu pronto solo nell'ottobre 1917 e ancora senza cannone. Le officine Krupp accusarono un certo ritardo poiché ci si avvide che le misure dei cassoni corazzati erano sbagliate e, perciò, non si adattavano alla base cingolata. Fu necessario tagliarle in più parti e quindi riunirle tramite rivettatura: ne derivò che i cinque A7V della Krupp presentavano fiancate in cinque pannelli e sia la prua, sia il retro dello scafo in due metà, ma uscirono dalla catena di montaggio della Daimler già armati. Il secondo lotto di dieci carri, appaltato alle stesse tre aziende, incluse i telai dal numero 525 al 529 e dal 560 al 564; rispetto ai predecessori, questi mezzi furono assemblati con un numero inferiore di rivetti, ma condividevano le differenze di dettaglio, dato che la costruzione delle singole parti per ciascun veicolo era stata fatta a mano.
Il 1º dicembre 1917 l'OHL aumentò la richiesta di carri a 100 ma tornò rapidamente sui propri passi dopo che le prove dei mezzi completi rivelarono una serie di problemi tecnici. Dopo una momentanea idea di fabbricare un totale di 38 A7V, all'inizio del 1918 l'alto comando decise di convertire in mezzi da combattimento solo venti dei cento telai cingolati, allo scopo di ricavarne esperienze sul campo e mettere in produzione modelli più avanzati già allo studio da parte dell'ingegner Vollmer. Grande influenza in proposito ebbe il generale di corpo d'armata Erich Ludendorff, principale collaboratore del capo di stato maggiore Paul von Hindenburg; Ludendorff, infatti, aveva considerato molto tiepidamente il progetto dell'A7V e aveva fatto pressioni sulla VPK per ricercare alternative migliori.
L'A7V n. 502 subì un grave guasto meccanico all'inizio del marzo 1918 (probabilmente un cedimento del telaio), quindi armi e corazzatura furono subito trasferiti al telaio n. 503, in forza all'Unità 1 come mezzo di recupero. Pure il telaio 504 divenne inservibile in un momento imprecisato e, perciò, le sue dotazioni militari furono installate sul veicolo n. 544.

### Impiego operativo

#### Formazione e addestramento

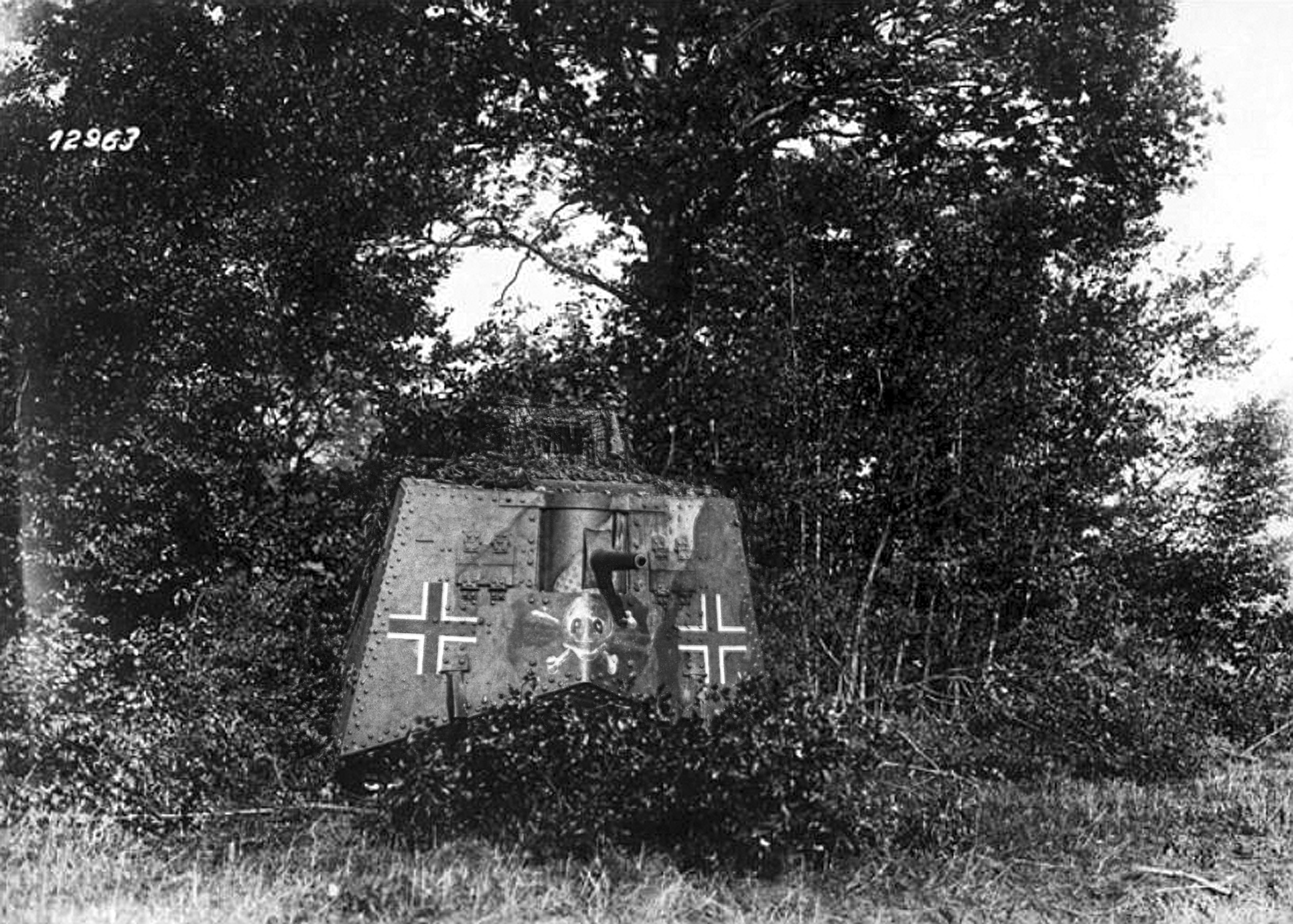
Mimetizzazione del n. 501 ("Gretchen") nella seconda metà del 1918, come indica lo stile semplice e il numero di Croci di Ferro ai lati del cannone

Il 20 settembre 1917 il ministero della Guerra dispose la creazione delle Schwere Sturmpanzer Abteilungen 1 e 2 (rispettivamente al comando dei tenenti Greif e Steinhardt): per ciascuna fu previsto un organico di cinque ufficiali, 109 tra sottufficiali e soldati e cinque A7V, oltre a nove autocarri, due automobili, una motocicletta e una cucina da campo su rimorchio. Un'Abteilung 3 – affidata al tenente Uihlein – fu attivata il 6 novembre seguente. L'Unità 1, organizzata a Berlino, fu dichiarata pronta il 5 gennaio 1918 e fu trasferita a una scuola di guida allestita presso Sedan, dove gli equipaggi poterono familiarizzare con i carri; fu durante l'addestramento che emersero la debolezza strutturale del treno di rotolamento, l'insufficiente potenza dei motori quando si affrontavano terreni ondulati o cedevoli, la tendenza dei pesanti scafi a conficcarsi di prua nel suolo o in presenza di modesti ostacoli, amplificata dalla ridotta luce libera. I componenti degli equipaggi furono tratti da diverse branche dell'esercito, come artiglieria, mitraglieri e truppe motorizzate, cui furono fornite tute in un solo pezzo confezionate in lino e fibre di asbesto; fu distribuito anche un berretto che, tuttavia, in azione era sostituito da elmetti in cuoio tipici del corpo truppe motorizzate. In caso di necessità gli A7V sarebbero stati inviati a un'officina campale avanzata a Charleroi, detta Kraftwagenpark 20 e nata nel 1917 per riparare e riarmare i carri britannici di preda bellica, poi organizzati in appositi reparti.
La prima dimostrazione ufficiale avvenne il 27 febbraio 1918 con alcuni veicoli dell'Unità 1 e truppe di fanteria d'assalto, alla presenza dell'imperatore Guglielmo II che, secondo Ludendorff, non rimase granché colpito. Per allora gli A7V avevano adottato una pittura mimetica a piccole macchie irregolari e strisce, verde chiaro, giallo limone e rosso-bruno su un fondo di Feldgrau; solo l'Unità 1 dipinse sul muso dei veicoli una versione stilizzata di Totenkopf. Tutti i carri furono segnati con una grossa Croce di Ferro sulle fiancate che, dal maggio-giugno 1918, furono raddoppiate (due per lato) e separate dal numero individuale del mezzo nell'organico del reparto d'appartenenza. Furono spesso replicate su muso e retro dello scafo. Le esercitazioni continuarono nelle retrovie tedesche per il resto delle ostilità e, al settembre 1918, le tre Unità avevano generalizzato l'uso della Totenkopf e semplificato le linee delle Croci di Ferro.

#### In battaglia

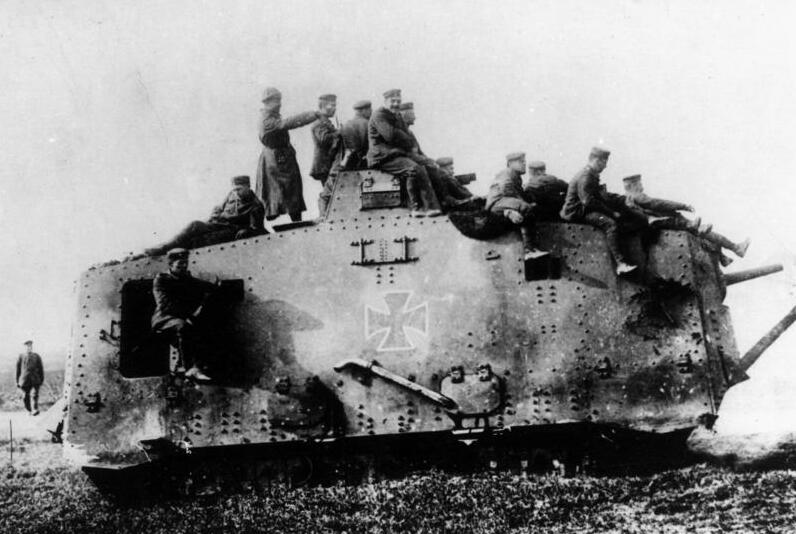
Un A7V al fronte con il numeroso equipaggio: la marmitta è ben visibile, ma le mitragliatrici mancano dalle due feritoie squadrate

L'Unità 1 partecipò sin dall'inizio all'imponente Offensiva di primavera sul fronte occidentale, alla guida del capitano Greiff e nel settore a sud di St Quentin; dei suoi quattro carri, però, due divennero inservibili lo stesso 21 marzo 1918 e solo i veicoli n. 501 e 506 ebbero una parte attiva nei combattimenti. La 7ª Armata pianificò per i giorni successivi l'impiego dell'Unità 1 e 2 sul fronte del fiume Ailette, a nord di Soissons, ma ogni idea in merito fu annullata dopo che le divisioni francesi lì schierate avevano preferito ripiegare su una linea più difendibile. I tre distaccamenti furono perciò riuniti e posti sotto il controllo della 2ª Armata pronta a muovere contro Cachy e Villers-Bretonneux, ma gli A7V n. 503 (Unità 3) e n. 540 (Unità 2) furono fermati da guasti, rispettivamente una testata fratturata e un cedimento del treno di rotolamento. I tredici carri rimasti furono ripartiti in tre gruppi diseguali per sostenere la 228ª Divisione nella cattura di Villers-Bretonneux, l'avanzata della 4ª Divisione Guardie a sud del villaggio e attraverso il Bois d'Acquenne, infine la 77ª Divisione della riserva nell'assalto a Cachy. Tutti gli A7V contribuirono alle prime, vittoriose fasi dell'offensiva generale del 24 aprile. I carri 526, 527 e 560, alla guida del tenente Skopnik, sfruttarono la nebbia e l'effetto sorpresa per travolgere le posizioni avanzate britanniche e Villers-Bretonneux fu preso per mezzogiorno, con perdite contenute per le truppe. A sud del paese il tenente Uihlein colse un eguale successo, pur dovendo superare una resistenza più accanita: nel carro n. 562 il conducente rimase ferito e compì una manovra affrettata, danneggiando i freni e la scatola del cambio; altri componenti dell'equipaggio rimasero uccisi poco più tardi, nel corso di un contrattacco locale della fanteria britannica, mentre l'A7V n. 506, rimasto indietro per noie al motore causate dall'intasamento degli ugelli, era finito in un grande cratere. Il n. 541 facilitò la distruzione di un caposaldo appena a sud di Villers-Bretonneux e, in mattinata, coprì la penetrazione nel Bois d'Acquenne con i n. 505 e 507.

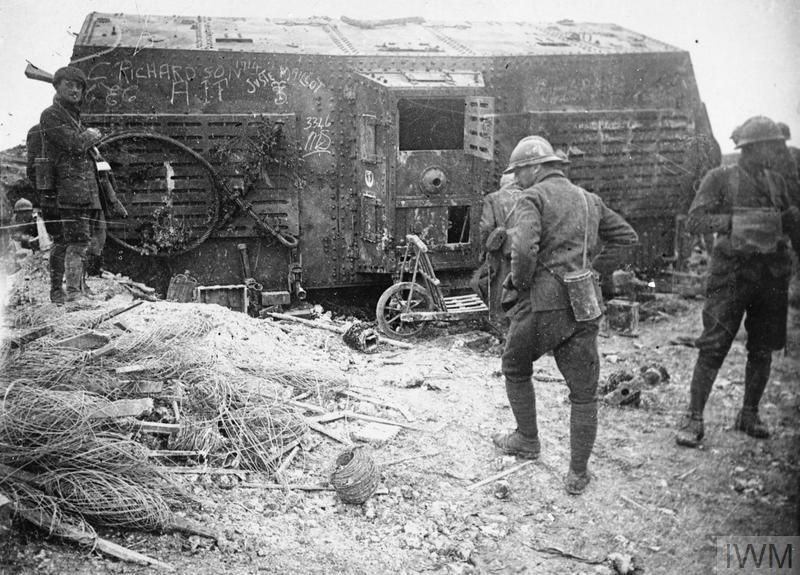
Il carro armato "Elfriede" (n. 542) nella cava, attorniato da soldati francesi; notare i gomitoli di filo spinato a sinistra

Le operazioni del terzo gruppo, al comando del tenente Steinhardt, provocarono il primo scontro tra carri armati della storia. I due A7V 542 e 561, poco dopo l'inizio dell'attacco, avevano accentuato la marcia verso nord a causa della nebbia e della confusione. Il primo si rovesciò su un fianco in una cava di sabbia, il secondo proseguì in direzione di Cachy in una densa foschia, che solo all'ultimo momento  permise all'equipaggio di scorgere tre Mark IV; nei primi minuti l'A7V riuscì a colpire e danneggiare i due Mark IV female (armati solo di mitragliatrici), prima di dedicarsi all'ultimo veicolo che riteneva di aver già avariato. In realtà il carro, equipaggiato con cannoni, non era stato danneggiato e riuscì a centrare il mezzo tedesco con la 25ª granata, sul lato destro della prua: diversi mitraglieri furono uccisi e il comandante del n. 561 ordinò di abbandonare il veicolo, che incassò altre due granate sulla fiancata destra. Poche ore dopo, con il Mark IV messo fuori combattimento dal tiro di un lanciamine, l'equipaggio tedesco tornò all'A7V e riuscì a ripiegare per 2 chilometri, quando i motori cessarono di funzionare: il carro fu definitivamente lasciato dov'era. Sempre nella stessa mattina del 24 aprile gli altri due corazzati di Steinhardt si erano affiancati alla 77ª Divisione per investire Cachy da est; tuttavia, l'inesperta unità fu colta alla sprovvista dalla comparsa di sette Medium Mark A Whippet, che inflissero perdite importanti alla fanteria. Il carro n. 525, in coordinamento con una batteria campale distaccata dalla 4ª Divisione Guardie, caricò i Whippet e ne seguì un brutale combattimento che vide la distruzione di quattro mezzi britannici. Nottetempo il settore fu contrattaccato da due brigate australiane e in certi punti i tedeschi arretrarono; dal comando della 2ª Armata giunse l'ordine di recuperare l'A7V 561 e far saltare in aria il n. 542, giudicato ormai perduto: la squadra di demolizione, però, perse l'orientamento nella butterata terra di nessuno, tornò indietro e finì con il distruggere il carro n. 506, ancora dietro le linee tedesche.

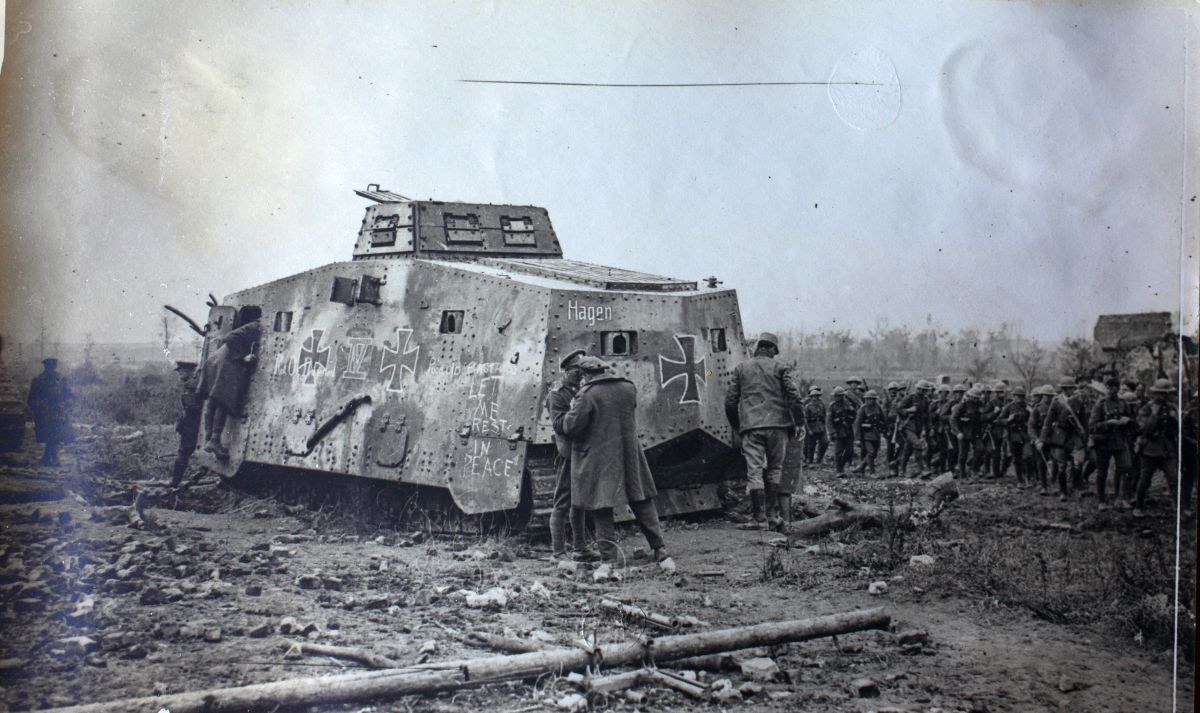
Una colonna britannica supera l'A7V n. 528, "Hagen", a Frémicourt: sulla lastra posteriore sinistra la scritta dice Let me rest in peace ("Fatemi riposare in pace")

Circa un mese più tardi una riorganizzata Unità 2, alle dipendenze della 7ª Armata e forte di cinque carri armati, partecipò alla terza battaglia dell'Aisne nell'area di Reims, circa 150 chilometri a sud-est di Villers-Bretonneux. Già nei giorni della preparazione due A7V rimasero in panne; i rimanenti tre furono schierati in prima linea il 31 maggio 1918, giorno dell'attacco: l'A7V n. 529, in testa, fu centrato in pieno dall'artiglieria francese e gli altri due tornarono alle proprie linee poco dopo. Sorte simile ebbe la sopraggiunta Unità 1, lanciata il 1º giugno insieme a uno dei reparti dotati di Mark IV catturati e truppe di fanteria contro Fort de la Pompelle, sempre nei dintorni di Reims: due mezzi fuori uso per guasti e altri due impantanati. Il n. 527 saltò in aria per il tiro diretto dell'artigliera e il n. 526 fu recuperato dai tedeschi, ma in condizioni tanto mediocri che fu lasciato indietro. I tre provati reparti blindati furono richiamati dal fronte per un breve periodo di riposo, quindi le Unità 1 e 3 furono nuovamente spedite a nord, di rinforzo alla 18ª Armata operante a meridione di Noyon. Anche in questo settore i generali Hindenburg e Ludendorff avevano organizzato una decisa spinta contro le trincee anglo-francesi, che ebbe parziale successo; i mezzi dell'Unità 1 furono quelli che ebbero più a patire dall'opposizione avversaria e il n. 564, rimasto incastrato nelle rovine di un villaggio, fu messo fuori gioco. Il gemello n. 562 marciò dritto in un cratere, ma i tedeschi riuscirono a recuperarlo diversi giorni più tardi. Il 15 luglio l'Unità 1 tornò ad affiancare l'Unità 2 e una compagnia di blindati ex britannici nei ranghi della 7ª Armata e, questa volta, l'avanzata a Reims avvenne secondo i piani e senza perdite di veicoli. I quattro carri dell'Unità 2 furono scagliati, il 31 agosto seguente, in un affrettato contrattacco a Frémicourt e senza appoggio di fanteria, dato che la divisione che avrebbero dovuto appoggiare era già stata decimata; il n. 562, anzi, fu danneggiato nell'area di raccolta durante un bombardamento aereo. Gli altri tre A7V, una volta comparsi sulla linea degli scontri, riuscirono a fare poco e il n. 504 fu avariato per errore dall'artiglieria tedesca; a quel punto i mezzi ripiegarono e il n. 528, con i propulsori grippati, fu abbandonato dall'equipaggio. Solo il carro n. 563 riguadagnò le trincee amiche con pesanti danni. Questa sconfitta tattica decretò lo scioglimento del reparto del tenente Steinhardt, che fu amalgamato all'Unità 1. Inoltre, l'esemplare n. 562 fu giudicato ormai inservibile e cannibalizzato per mantenere in efficienza gli altri carri.

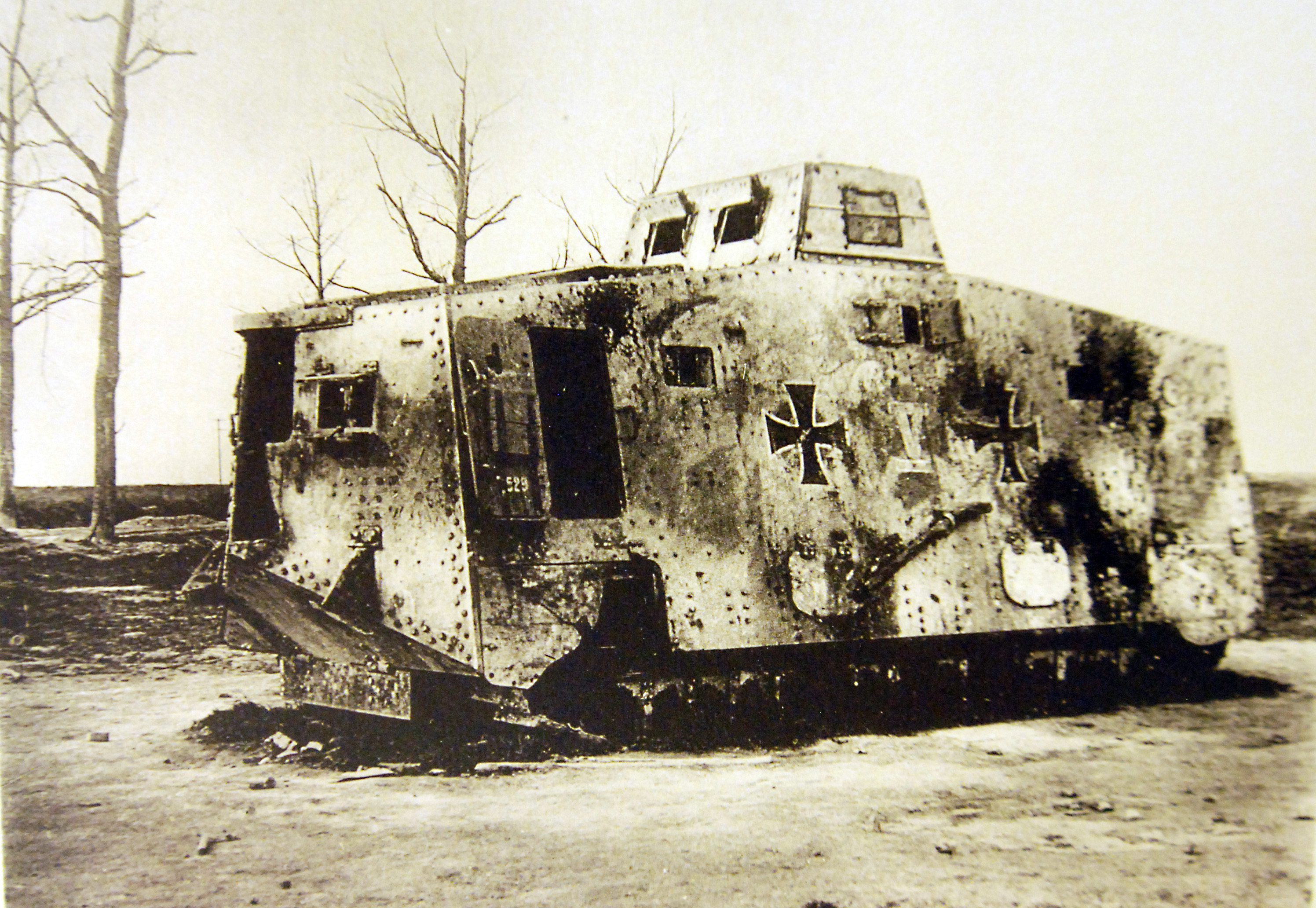
Un esemplare malridotto catturato dai francesi a Brimont, a nord di Reims, dopo aver fermato l'offensiva di primavera tedesca

Gli A7V superstiti furono tenuti in riserva per oltre un mese, nel tentativo di riportarli alla piena efficienza, mentre si sviluppava la generale controffensiva alleata lungo l'intero fronte occidentale. Il tenente Uihlein, riassegnato alla 3ª Armata, ebbe infine ordine di appoggiare un importante contrattacco vicino a Saint-Étienne-au-Temple (sud-est di Reims) scattato il 7 ottobre e mirante ai ponti sul fiume Arne: il giorno successivo i carri tedeschi cozzarono contro elementi del 12º Battaglione corazzato britannico, dotato di Mark V e, nello scontro, i veicoli di entrambi gli eserciti applicarono con metodo tattiche come il fuoco da posizione defilata. In ogni caso, si trattò di una battaglia indecisiva che rallentò i tedeschi e permise agli Alleati di minare i ponti, circostanza che convinse la 3ª Armata a sospendere l'operazione: gli A7V tornarono tutti più o meno danneggiati. L'ultima azione degli A7V avvenne il successivo 11 ottobre nei dintorni di Iwuy, non lontano dal confine franco-belga; ai comandi dell'Unità 3 si trovavano i carri n. 501, 525, 540, 560 e 563. Assieme a nuclei di fanteria e artiglieria, gli A7V riuscirono a rintuzzare una pericolosa penetrazione di forze britanniche, ma il n. 560 perse un cingolo: non essendoci tempo e modo di prelevare il veicolo, il comandante sottotenente Volckheim si risolse a farlo esplodere e fuggì con i suoi uomini. I superstiti otto carri d'assalto ancora funzionanti furono radunati a Erbenheim, nei sobborghi di Wiesbaden, dove li colse la notizia della capitolazione della Germania (11 novembre). I reparti furono sciolti e tutti i veicoli consegnati al sopraggiunto Esercito francese, che si occupò della loro rottamazione nel corso di dicembre.
A ridosso della conclusione delle ostilità la Francia intraprese una colossale opera di bonifica e risanamento delle campagne interessate da anni di guerra, alla quale non sfuggirono i vari A7V rimasti lungo l'ex fronte occidentale. Il n. 561 fu rottamato, mentre della carcassa del n. 529 si appropriarono gli americani nel 1919: la demolirono nel 1942. Tra il 1919 e il 1921 i francesi smontarono sul posto i relitti degli esemplari n. 526 e 527. I carri n. 504 e 528, che giacevano dalle parti di Frémicourt, caddero in mano ai neozelandesi, che li trasferirono ai comandi britannici; trasportati nel Regno Unito, furono mostrati nel corso di parate e celebrazioni, quindi demoliti nel 1919. Il British Army catturò il n. 562, smantellato poco dopo, e gli australiani si erano impossessati sin dal 14 luglio 1918 del n. 506, la cui parte anteriore era stata diroccata dalla carica esplosiva piazzata dai tedeschi. L'esemplare n. 503 fu ritrovato a Charleroi, dove era giunto nell'ottobre 1918 per riparazioni ma dopo che il Kraftwagenpark 20 era stato evacuato in patria. Assai usurato, fu demolito sul posto nell'inverno dai britannici.

## Tecnica

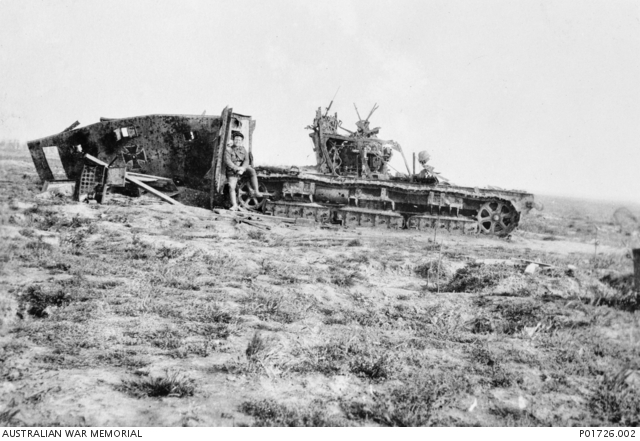
Il n. 561 "Nixe" gravemente danneggiato; risalta la postazione di guida con le numerose leve

L'A7V aveva dimensioni 7,35 × 3,05 metri, con un'altezza di 3,30 metri e un peso pari a 27,21 tonnellate; in ordine di combattimento arrivava a circa 33,70 tonnellate. La luce libera era di 20 centimetri e non era stata prevista alcuna compartimentazione interna.
La piattaforma meccanica del carro era una versione ingrandita e rinforzata del telaio del trattore agricolo Holt, un rettangolo costituito da longheroni saldati tra loro. Il treno di rotolamento, per lato, era composto da tre carrelli con cinque ruote forate ciascuno; ogni carrello era vincolato al telaio mediante due grosse molle elicoidali, contenute in manicotti protettivi. La ruota motrice posteriore e quella folle anteriore erano entrambe a raggi: la seconda era equipaggiata con un tensionatore. I cingoli, la cui corsa superiore era sostenuta da una serie di rulli, erano larghi 500 mm e generavano una pressione al suolo di 0,60 kg/cm². Al centro del pianale fu sistemato il gruppo propulsore, formato da due Daimler 165204 affiancati: ciascun apparato era a quattro cilindri in linea, alimentato a benzina ed erogante 100 hp a 900 giri al minuto; i rispettivi alberi motore, ognuno innestante un freno a tamburo, erano quindi collegati alla scatola del cambio-differenziale marca Adler. Sul prototipo i freni erano stati asserviti a una sola leva, ma sugli esemplari di serie questa sincronizzazione fu rimossa e ogni freno ebbe la propria leva. I due pignoni deputati a trasmettere la potenza alle ruote motrici erano particolarmente voluminosi e sporgevano dal telaio, causa prima della ridotta luce libera e dei conseguenti problemi di marcia su terreni sconnessi. I Daimler erano serviti da due serbatoi da 250 litri cadauno e i fumi di scarico erano convogliati in due marmitte (una per lato), collocate a metà della fascia inferiore dello scafo. Fu infine prevista una serie di pannelli su cardini a copertura degli organi di movimento, generalmente rimossi sul campo dagli equipaggi per evitare l'accumulo di terra e detriti tra questi e le sospensioni.

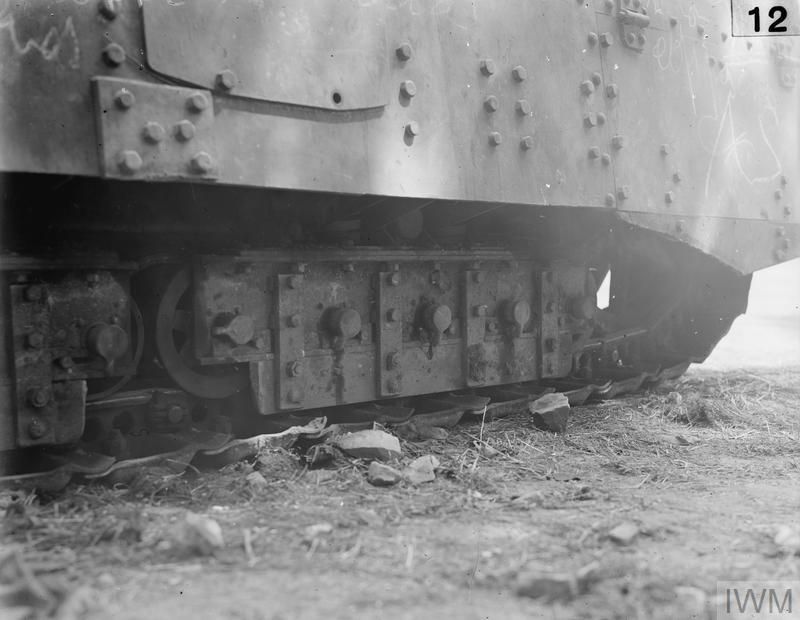
Particolare delle sospensioni

Appositi supporti e agganci consentivano l'installazione dello scafo corazzato, un cassone squadrato dal tetto un poco spiovente e caratterizzato da una postazione a sbalzo, larga quanto il cassone, squadrata e rimuovibile per il trasporto ferroviario. Il lato frontale di prua e postazione era spesso 30 mm, ma era composto da acciaio dolce così come le protezioni sul retro da 20 mm. Al contrario, le fiancate avevano corazzature in acciaio trattato da 16 mm/20 mm. Il cielo era protetto da lastre spesse 15 mm e il fondo dello scafo tornava a 20 mm. Al centro del muso del veicolo era stata praticata un'apertura per accogliere l'armamento principale, un cannone Maxim-Nordenfelt da 57 mm catturato in una certa quantità in Belgio; il pezzo era stato scelto sia per la breve corsa di rinculo (150 mm) sia per l'efficacia di cui aveva dato prova, durante la battaglia di Cambrai a fine 1917, contro i carri armati britannici. All'inizio il Nordenfelt era sistemato su un affusto a cavalletto e dotato di un piccolo mantelletto, una soluzione in realtà provvisoria proposta dalla Röchling per ovviare a un problema imprevisto. Siccome i pezzi ex-belgi erano in origine piazzati in fortificazioni, si era dovuto elaborare un nuovo sistema di mira che, nei primi esemplari, si compose di un alzo e di una tacca di mira saldata sulla volata sporgente. Tuttavia la grossa apertura necessaria ad allineare mirino e tacca rappresentava una notevole debolezza e, verso la metà del 1918, fu introdotto un nuovo affusto conico con mantelletto semicilindrico (progettato dall'arsenale di Spandau per quello che avrebbe dovuto essere il successore dell'A7V): fu così eliminata ogni possibile fessura e il mirino a cannocchiale fu allineato a un piccolo foro trapanato nel mantelletto. Il nuovo congegno fu poi applicato ad alcuni dei primi A7V. Sebbene la dotazione regolamentare di granate fosse stata stabilita a 180, in realtà gli equipaggi ne caricavano fino a 300-400; solitamente la metà erano proietti a mitraglia, il resto anticarro e in minor quantità esplosivi con spoletta a impatto.

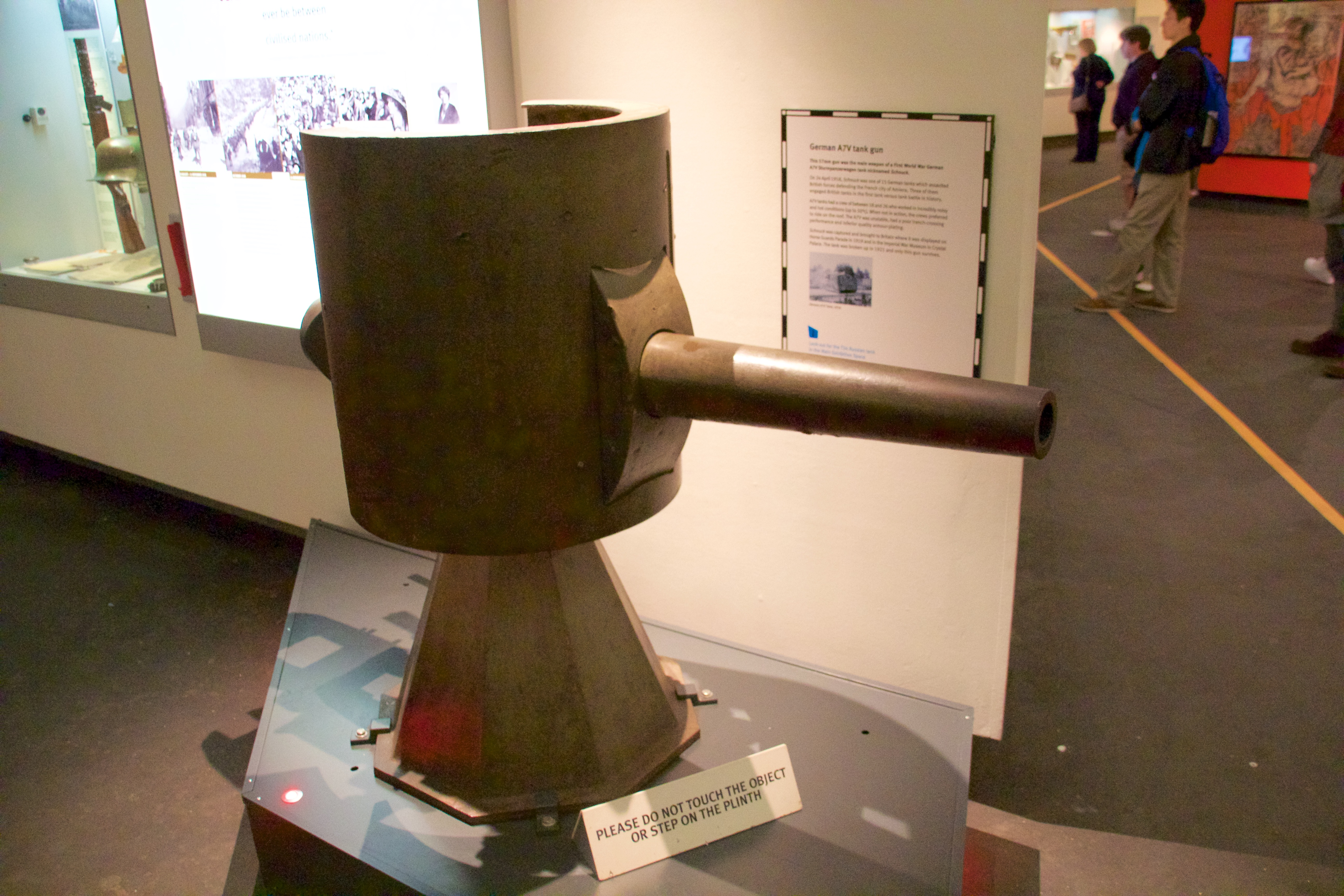
Il Maxim-Nordenfelt impiegato sul veicolo: si tratta del secondo modello con mantelletto migliorato e affusto conico

L'armamento secondario era formato da sei mitragliatrici pesanti MG 08 da 7,92 mm, due per ciascuna fiancata e due sul retro del veicolo. Le armi erano alloggiate in piccole feritoie rettangolari, ognuna dotata di mantelletto curvo con apposito foro per adoperare gli organi di mira originali, e manovrabili da un seggiolino. Sotto i seggiolini erano stivate le casse di munizioni, di solito trasportate in numero di 40-60; ogni scatola conteneva un nastro con 250 cartucce, per complessive 10 000-15 000 (ma una fonte parla di ben 36 000 cartucce). Il cannone e le mitragliatrici potevano brandeggiare a sinistra e a destra su un campo di tiro di 90° e, in depressione, potevano colpire bersagli fino a 4,50 metri di distanza dal carro: perciò i lati della prua e gli spigoli laterali-posteriori risultavano zone morte. Nel caso di assegnazione a un reparto di truppe d'assalto, il veicolo poteva trasportare anche una mitragliatrice lMG 08/15, fucili e bombe a mano, da passare agli uomini nel corso dell'avanzata. I progetti dell'A7V avevano previsto pure l'installazione di due lanciafiamme al posto di altrettante MG 08, in ultimo mai attuata – fu studiata solo sull'esemplare n. 501 prima di immetterlo in servizio.
L'equipaggio per manovrare il carro e azionare l'armamento era numeroso, ben 18/19 uomini, che accedeva attraverso due portelloni ad anta singola, uno anteriore sinistro e uno posteriore destro. Il Nordenfelt e le MG 08 erano operate ciascuno da due uomini ed era presente un meccanico, incaricato di mantenere i due motori in perfetta efficienza. Un pianale fissato al di sopra dei propulsori ospitava i sedili del comandante e del pilota, in corrispondenza della postazione corazzata in rilievo che, infatti, era dotata di portelli ribaltabili. Il conducente accendeva i Daimler mediante un grosso volantino collocato alle spalle del comandante, che agiva sul motorino di avviamento, mentre un secondo volantino collocato presso la sua postazione variava il regime dei motori in caso di ampie curve; egli doveva quindi usare comandi doppi: due pedali per le frizioni, due leve con manopole dei freni integrati e altre due demandate al controllo dei cingoli (marcia avanti o marcia indietro). Alla sua sinistra era stato aggiunto un selettore di velocità per 3, 6 e 12 km/h. La visuale del pilota non era affatto buona, dato che il carro stesso occultava il terreno nelle immediate vicinanze, per una zona morta di circa 11 metri. L'A7V poteva comunque raggiungere a stento e solo su terreni preparati i 12 km/h: una velocità massima di 9/10 km/h era più realistica, sebbene una fonte parli di 15 km/h sulla stessa superficie e di appena 6 km/h fuoristrada. L'autonomia era ridotta a circa 35 chilometri su terreni sconnessi e assommava al doppio su strada. Quanto a mobilità, in ordine di combattimento il carro era capace di superare un gradino di 0,45 metri e trincee larghe fino a 2,20 metri, ma pendenze non superiori ai 16°: in generale era una macchina abbastanza impacciata e instabile, se non marciava su superfici piane.

## Versioni

### Versione modificata A7V/U

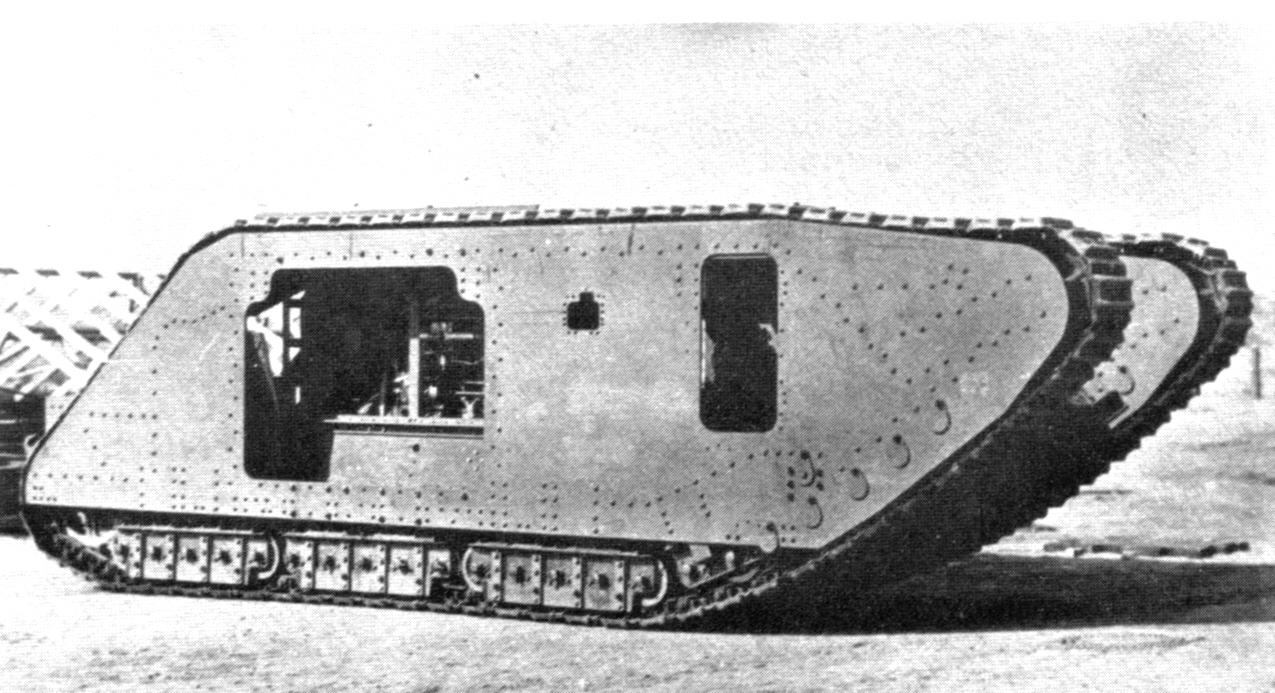
Telaio e scafo dell'A7V/U, ancora privo di componenti come le gondole e i portelli d'accesso

I tedeschi erano riusciti a catturare alcuni Mark I e, nei collaudi, i tecnici avevano evidenziato la superiore mobilità del veicolo rispetto all'A7V. Dato che, ormai, il progetto era in avanzato stato di completamento, nel marzo 1917 l'ingegner Vollmer ebbe ordine dall'OHL di fornire un prototipo ispirato ai carri britannici. Vollmer e il comitato lavorarono sul telaio n. 524, uno degli ottanta avanzati dal primo ordine per 100 A7V; la forma romboidale fu abbandonata per una più a parallelogramma, cagionata dall'incremento della lunghezza. Fu mantenuta la postazione squadrata sul tetto dello scafo, dove però fu previsto trovasse posto un mitragliere che usufruiva di sei aperture (con portellini abbattibili): comandante e pilota furono spostati nella parte anteriore dello scafo. La meccanica fu mantenuta invariata ed era possibile accedere dall'esterno all'apparato motore da un grosso portello, dotato di feritoia per usare armi dall'interno. Il prototipo, battezzato A7V/U (stante per Umlaufende Ketten, o "cingoli avvolgenti" in tedesco) richiese circa un anno per essere assemblato. Si trattava di un veicolo più lungo (8,38 metri) e largo (4,69 metri) dell'A7V, dall'altezza calata a 3,14 metri ma con una massa incrementata a 39,60 tonnellate. L'armamento era su sei mitragliatrici MG 08 e due cannoni in gondole laterali, equipaggiate con il mantelletto semicilindrico che l'arsenale di Spandau aveva progettato proprio per l'A7V/U. Tuttavia la scelta oscillava tra il Nordenfelt da 57 mm e uno dei pezzi campali tedeschi da 77 mm (FK 96 nA o FK 16, modificati in accordo all'installazione su un veicolo) e non è chiaro dalle fonti quale offensiva principale fu montata. L'equipaggio era stato ridotto a sette uomini e la corazzatura laterale era passata a 20 mm di spessore.
L'A7V/U fu collaudato il 25 giugno 1918 al poligono di Magonza. Toccò una velocità massima, su strada, di 12,5 km/h e si mosse per 30 chilometri su terreno rotto prima di esaurire i 500 litri di benzina; tuttavia mostrò di essere un pachiderma poco governabile. Furono criticati anche i cingoli avvolgenti, che accumulavano terra e sabbia sia sul tetto del veicolo, sia nelle proprie corse e nell'interno della meccanica; fu poi notata la tendenza, come per il predecessore, a sprofondare di prua nella marcia fuoristrada. I rappresentanti dell'alto comando, incerti, valutarono per un po' l'ordine di venti esemplari, ma il 12 settembre l'intero progetto fu fermato e il prototipo demolito nelle settimane successive.
Vollmer elaborò due versioni di questo mezzo, dette A7V/U2 (gondole più piccole e mitragliatrice in cupola) e A7V/U3 (armamento su sole mitragliatrici): rimasero sulla carta.

### Varianti

#### Geländekraftwagen

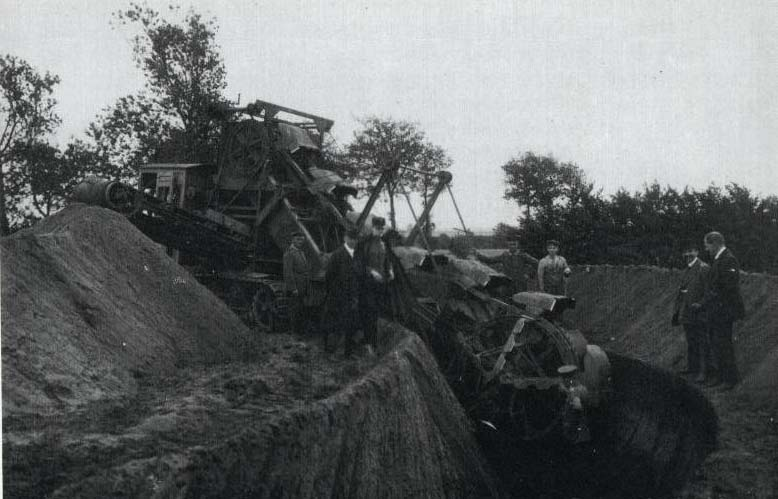
Dal Geländekraftwagen derivò un escavatore cingolato, costruito in piccola serie

Dalla produzione del carro armato A7V era rimasti esclusi 80 telai Holt modificati. Uno fu usato per l'A7V/U e per i restanti 77 l'OHL decise la trasformazione in Überlandwagen/Geländekraftwagen, secondo il concetto formulato ed esplorato sin dall'inizio della prima guerra mondiale. Il progetto prese avvio il 6 marzo 1918 e previde l'aggiunta su tutti i lati di pannelli in legno e di una cabina a parallelepipedo in corrispondenza del gruppo motore-postazione di guida, sempre in posizione sopraelevata. Guide tubolari si arcuavano dal tettuccio agli spigoli e consentivano di stendere un telone sopra lo spazio di trasporto, capace di accogliere fino a 8 tonnellate di materiale. Il veicolo risultò pesare 18 tonnellate, data l'eliminazione di cassone corazzato e armi, e mantenne le stesse dimensioni del carro armato compresa la svantaggiosa luce libera di 20 cm. Furono adottati cingoli larghi 400 mm e la pressione specifica al suolo decrebbe a 0,50 kg/cm²; la velocità massima arrivò a 12 km/h e l'autonomia si mantenne sui 30-35 chilometri: le prove evidenziarono, inoltre, un raggio minimo di sterzata di 4,4 metri. Immessi in servizio come trattori d'artiglieria e trasporti munizioni, i Geländekraftwagen furono organizzati in cosiddette Armeekraftkolonne numerate da 1112 a 1115 e da 1117 a 1122, le ultime attivate nell'ottobre 1918. Alcuni esemplari aggiunsero un supporto per ospitare una MG 08 da 7,92 mm in funzione contraerea, oppure furono modificati per caricare due cannoni contraerei da 76,2 mm. Una fonte sostiene che la produzione di Geländekraftwagen possa essere compresa tra i 30 e i 75 esemplari.
In servizio i trattori furono criticati per l'enorme consumo di carburante e l'assenza di congegni per fissare il carico che, così, era spesso sballottato durante gli spostamenti e subiva danni. Ne fu progettata una variante che, su scafo e meccanica irrobustite, montava un escavatore con ruota a tazze per velocizzare la creazione di fossati e trincee: le ditte Orenstein & Koppel (Berlino) e Weserhütte (Bad Oeynhausen) ne fabbricarono 40-60 unità.

#### A7V "Hedi"/"Heidi"
La caduta della monarchia prussiana e la capitolazione dell'11 novembre 1918 causarono importanti disordini e tentativi rivoluzionari in Germania. Personalità politiche e militari, dunque, fecero in modo di reincanalare molti reduci nei Freikorps, in reparti semismobilitati e nei primi nuclei della Reichswehr. Al seguito di questi, il 15 gennaio 1919 a Berlino, apparve un A7V anomalo: quasi sicuramente si trattava di un telaio rinvenuto a Marienfelde e ricostruito a imitazione del regolamentare A7V. Privo di cannone, era stato armato con quattro lMG 08/15 piazzate agli spigoli dello scafo, complete di mantelletto semicilindrico; al posto della postazione di pilota e comandante c'erano due cupole cilindriche, ravvicinate, e i portelloni d'accesso erano simmetrici invece che sfalsati. Il mezzo recava sulla prua a "V" la dicitura Panzerkraftwagen Abteilung - Regierungs-treue-Truppen (ovvero "Distaccamento corazzato - truppe governative") sormontata dal tradizionale teschio a ossa incrociate. Battezzato "Hedi" o "Heidi", ne fu segnalata la presenza a Lipsia sempre nell'inverno 1919 e la Commissione militare interalleata di controllo impose perciò alla Repubblica di Weimar di consegnarlo: la cessione avvenne in estate e il veicolo fu subito demolito.

## A7V "Elfriede"

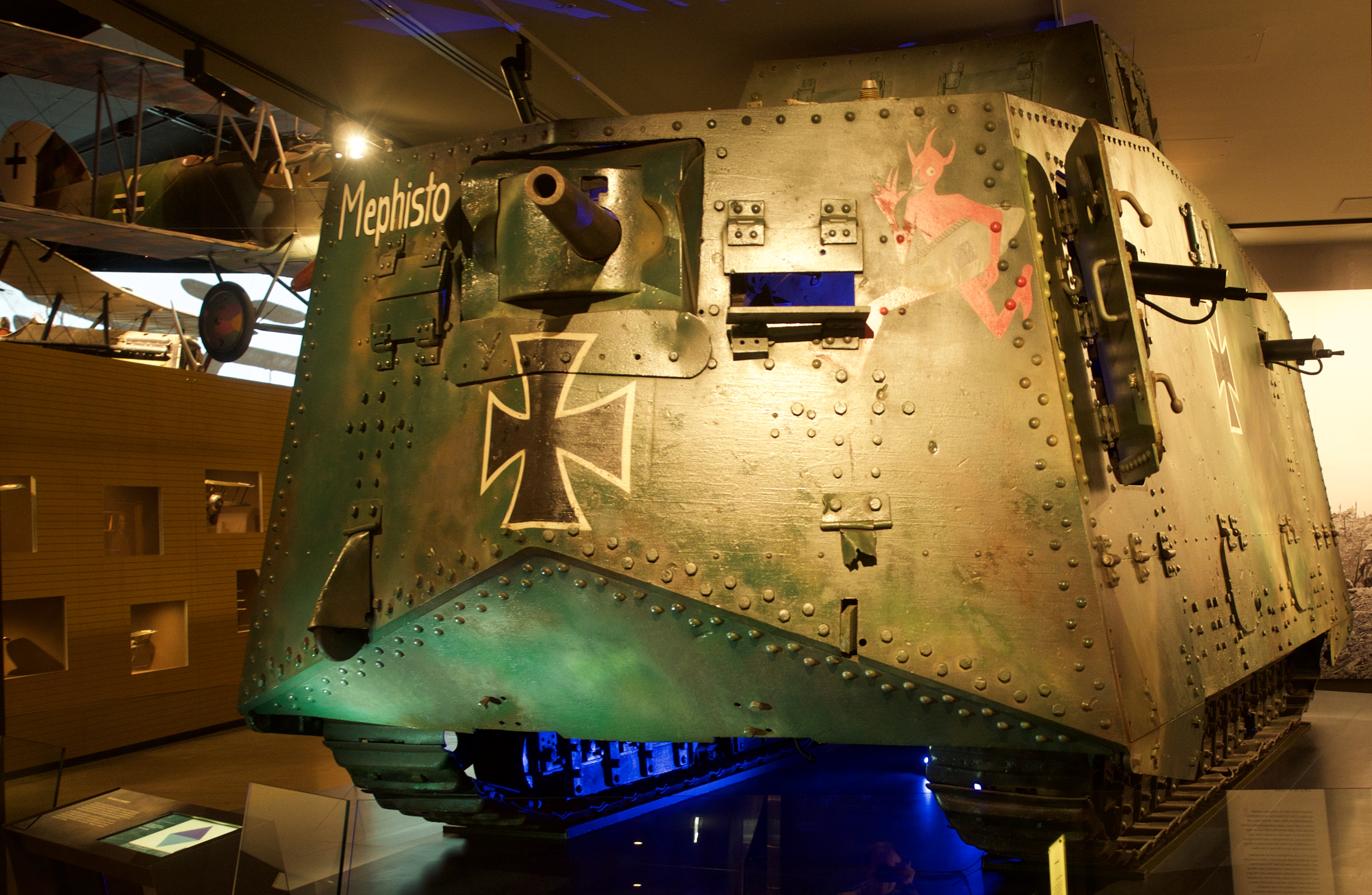
"Mephisto" in esposizione all'Australian War Memorial: il pezzo da 57 mm è nell'affusto di primo tipo

Il 15 maggio 1918 un drappello della 37ª Divisione fanteria marocchina prese possesso dell'A7V n. 542, battezzato "Elfriede" dall'equipaggio e che fu estratto dalla cava nel quale era precipitato con l'aiuto della compagnia A, 1º Battaglione carri britannico. Soldati francesi e nordafricani scattarono fotografie sul mezzo e in numerosi scrissero, con gessetti, il proprio nome o frasi sullo scafo. "Elfriede" fu portato nelle retrovie, rimesso in efficienza e collaudato con attenzione. I rapporti dell'epoca affermano che la visuale di comandante e pilota era impedita per i primi 9 metri frontali dal mezzo stesso; fu inoltre evidenziata la grande difficoltà a superare trincee e terrapieni di appena un metro. Fu constatata la vulnerabilità di feritoie, aperture e ammaccature ai proiettili delle normali armi portatili, così come l'efficacia del Puteaux SA 18 da 37 mm: da 5 metri una granata poteva perforare la corazzatura laterale (parti della quale furono rimosse all'uopo). Il carro fu spostato a Parigi e lasciato in mostra a Place de la Concorde fino al 1919, quando fu rottamato.

## Esemplari esistenti
È rimasto un solo A7V al mondo: si tratta del n. 506 "Mephisto", che il corpo di spedizione australiano tenne per sé e portò in Australia nell'estate 1919 dopo averlo raddobbato. Lasciato all'aperto per i successivi cinquant'anni a fianco del Queensland Museum di Brisbane, nel 1972 fu sottoposto a sabbiatura e nel 1988 l'esterno, accuratamente restaurato, fu anche ridipinto sulla base di fotografie d'epoca. L'anno successivo fu trasferito all'Australian War Memorial (Canberra) che, in occasione del centenario della prima guerra mondiale, collaborò con il Queensland Museum per esibire all'aperto l'A7V. Il veicolo è stato poi riportato nell'Anzac Hall del War Memorial.